# Super Monkey Ball 2
Super Monkey Ball 2 (japonsky スーパーモンキーボール2) je videohra vydaná společností Sega pro Nintendo GameCube v roce 2002 (pro Evropu v roce 2003, pro Austrálii v roce 2004). Je to druhá hra ze série Super Monkey Ball, a první hra z této série vydaná primárně pro domácí konzoli.
Primárním cílem hry je dostat opici uvězněnou v kouli z jednoho konce dráhy na druhou, hráč přitom neovládá kouli, ale naklání celou dráhou, za pomocí páčky GameCube ovladače. Dráhy navíc obsahují U-rampy, sklony nebo pohybující se objekty, nově se objevují také teleporty, nebo přepínače ovládající rychlost pohyblivých částí dráhy.
Hra byla kritiky hodnocena velmi kladně a vyhrála v soutěži E3 2002 Game Critics Awards, v kategorii Best Puzzle/Trivia/Parlor Game.
V roce 2002 byla provedena studie, která došla k závěru, že chirurgové kteří před laparoskopickou operací hráli Super Monkey Ball 2 dosahovali větší preciznosti, než ti kteří hru před operací nehráli. Ve floridské nemocnici Florida Hospital Celebration Health byla dokonce po této studii zřízena i herní místnost, aby si mohli chirurgové před operací zahrát.

## Herní módy
Super Monkey Ball 2 má tři herní módy:
- Story Mode – mód pro jednoho hráče. Jedná se o 100 drah (levelů), rozdělených do deseti světů. Hráč se dostane do dalšího světa, pokud splní všech 10 levelů světa předchozího. Mezi světy jsou přehrávány krátké animované příběhy. Hráč má neomezený počet životů.
- Challenge Mode – mód až pro čtyři hráče. Má tři obtížnosti, hráč má omezený počet životů.
- Party Games – 12 různých party her.[2]